# Madeleine Renom
Madeleine Renom Molina (nacida el 22 de febrero de 1969 en Montevideo) es una profesora, investigadora y meteoróloga uruguaya.
Es la primera Licenciada en Ciencias Meteorológicas de la Universidad de la República. Se especializó en la Universidad de Buenos Aires obteniendo su doctorado en Ciencias de la Atmósfera y los Océanos. Fue la presidenta del Instituto uruguayo de Meteorología (INUMET) entre 2016 y 2020. Es docente del Departamento de Ciencias de la Atmósfera del Instituto de Física de la Facultad de Ciencias, Investigadora de PEDECIBA-Geociencias e investigadora nivel I del Sistema Nacional de Investigadores de la ANII.

## Trayectoria académica
Madeleine Renom ingresó en 1990 a la Licenciatura en Ciencias Meteorológicas en Facultad de Ciencias de la Universidad de la República en Uruguay. En 2000 egresó como la última Licenciada de la carrera en Uruguay. Entre el 2004 y 2009 realiza el doctorado en Ciencias de la Atmósfera y los Océanos de la Facultad de Ciencias Exactas y Naturales de la Universidad de Buenos Aires en Argentina, tutoreada por la doctora Matilde Mónica Rusticucci, con el trabajo titulado: "Temperaturas extremas en Uruguay. Análisis de la variabilidad temporal de baja frecuencia y su relación con la circulación de gran escala".
Renom es docente del Departamento de Ciencias de la Atmósfera del Instituto de Física de la Facultad de Ciencias, donde se desempeña como profesora Adjunta desde 2010. Además, es investigadora Nivel 3 del Programa para el Desarrollo de las Ciencias Básicas (PEDECIBA) de Geociencias del Uruguay. La investigadora asimismo está categorizada como Investigador Nivel 1 del Sistema Nacional de Investigadores de la Agencia Nacional de Investigación e Innovación (SNI, ANII, Uruguay).
En el año 2016 asume como presidenta del INUMET con el objetivo de perfeccionar los aspectos técnicos del monitoreo de la atmósfera y los pronósticos meteorológicos y climáticos.  Así, por primera vez el cargo de presidencia es ocupado por una persona formada en meteorología. Permaneció en el cargo hasta el 15 de julio de 2020, dejando el mismo tras presentar su renuncia a las nuevas autoridades del gobierno.
Las líneas en las que la investigadora trabaja son climatología, variabilidad climática, cambio climático y eventos climáticos extremos. Su interés principal radica particularmente en los eventos extremos, en comprender qué puede provocarlos para contar con cierta predictibilidad y asimismo poder valorar sus impactos sociales y económicos. Renom cuenta con 12 artículos científicos publicados en revistas arbitradas y más de 20 trabajos presentados en eventos científicos, nacionales e internacionales. Como docente ha contribuido a la formación de recursos humanos dirigiendo diversos trabajos entre tesis de maestría, doctorado y monografías de grado.

## Divulgación científica
Renom ha sido contactada numerosas veces desde diferentes medios de prensa nacional (escrita, radio y televisión), para divulgar contenidos en temáticas de Ciencias de la Atmósfera. En particular por el Tornado de Dolores de 2016, el evento climático más extremo de los últimos años en Uruguay.

## Premios
- 2014, ganadora junto al doctor Marcelo Barreiro del premio Ciudadano de Oro del Centro Latinoamericano para el Desarrollo (CELADE).

## Producción bibliográfica
- Barreiro, M., Díaz, N., Renom, M. Role of the global oceans and landatmosphere interaction on summertime interdecadal variability over northern Argentina. 2014. Climate Dynamics 42 (7-8) PP. 1733 – 1753.doi: 10.1007/s00382-014-2088-6
- Rennie J. ; Lawrimore J; Gleason B; Thorne P; Morice C.P; Menne M.J; Williams C.N; Gambi de Almeida W; Christy J; Flannery M; Ishihara M; Kamiguchi K; Klein-Tank A.M; Mhanda A; Lister D; Razuavaev V; Renom M; Rusticucci M; Tandy J; Worley S; Venema V; Angel W; Brinet M; Dattore B; Diamond H; Lazzara M; Le Blancq F; Luterbacher J; Machel H; Revadekar J; Vose R; Yin X. The International surface temperature initiative global land surface databank: Monthly temperature data version 1 release description and methods. 2014. Geoscience Data Journal. DOI: 10.1002/gdj3.8.
- Donat MG; Alexander LV; YANG H; Durre I; Vose R; Dunn R; Willet K; Aguilar E; BRUNET M; Caesar J; Hewitson B; Klein Tank AMG; Kruger A; Marengo J; Peterson TC; Renom M; Oria Rojas C; Rusticucci M; Salinger. 2013. Updated analyses of temperature and precipitation extreme indices since the beginning of the twentieth century: The HadEX2 dataset. Journal of Geophysical Research D: Atmospheres 118 (5) PP. 2098 - 2118 doi: 10.1002/jgrd.50150.
- Renom, M., Rusticucci, M., Barreiro, M. Multidecadal changes in the relationship between extreme temperature events in Uruguay and the general atmospheric circulation . 2011 Climate Dynamics 37 (11-12) PP. 2471 - 2480 doi: 10.1007/s00382-010-0986-9.
- Rusticucci M; Jones P; Amiel J; Ariztegui D; Boulanger J-P; Córdoba F; Farral A; Guerra L; Lister D; Penalba O; Piovano E; Renom M , Scavino M; Sylvestre F; Tencer B; Troin M; Vallet-Coulomb C. Observational data and past climate variability across the La Plata Basin. Clivar Exchanges, v.: 16 57 3, p.: 12 - 14, 2011.
- Rusticucci, M., Marengo, J., Penalba, O., Renom, M. An intercomparison of model-simulated in extreme rainfall and temperature events during the last half of the twentieth century. Part 1: Mean values and variability . 2010. Climatic Change 98 (3) PP. 493 - 508 . doi: 10.1007/s10584-009-9742-8 ·
- Marengo, J.A., Rusticucci, M., Penalba, O., Renom, M. An intercomparison of observed and simulated extreme rainfall and temperature events during the last half of the twentieth century: Part 2: Historical trends . 2010. Climatic Change 98 (3) PP. 509 - 529 . doi: 10.1007/s10584-009-9743-7.
- Rusticucci, M., Renom, M. Variability and trends in indices of qualitycontrolled daily temperature extremes in Uruguay . 2008 International Journal of Climatology 28 (8) PP. 1083 - 1095 . doi: 10.1002/joc.1607.